# ZeroNet
ZeroNet es una red de internet descentralizada, donde los usuarios se conectan a través del protocolo p2p (par a par). Está desarrollada en python y su licencia se acoge al modelo de software libre. Su semilla inicial está situada en Budapest, Hungría.
Cada uno de los sitios posee una dirección dentro de la red (al igual que en la red convencional http), que puede ser accedida desde cualquier navegador utilizando la aplicación de ZeroNet, que actúa como un servidor local para cada una de las web.
Por defecto, ZeroNet no es anónima, aunque los usuarios pueden ocultar sus direcciones IP mediante la funcionalidad incorporada de navegación por Tor.
ZeroNet usa la criptografía del bitcoin y la red de BitTorrent.

## Desarrollo de sitios
ZeroNet permite el uso de HTML, CSS y JavaScript. Este último puede ser sustituido por CoffeeScript si los desarrolladores prefiriesen utilizarlo, pero necesitarán compilar los archivos .coffee.
PHP no está soportado, sin embargo, ZeroNet permite que los usuarios se registren y/o accedan en bases de datos MySQL, las cuales también se distribuyen por P2P.

## Situación en el mundo
El sitio web de ZeroNet se encuentra bloqueado en China, al igual que su rastreador de BitTorrent. Sin embargo, otros trackers podrían funcionar dentro del país.